# M270 MLRS
M270 MLRS (skr. za eng. Multiple Launch Rocket System) je američki višecijevni raketni sustav. U uporabu u Američku vojsku ušao je 1983. godine. Proizvodnja ovoga vozila trajala je do 2003. M270 je trenutno u uporabi u američkoj vojsci i velikomu broju ostalih država. Isto tako, M270 je standardni NATO-v višecijevni raketni sustav.
Izvorni dio M270 je taj da nema lansirnih rampi. Rakete se ispaljuju izravno iz spremnika. Svaki takav spremnik sadrži 6 raketa. Rakete mogu biti pohranjene samo u spremniku i biti uporabljive i nakon 10 godina stajanja. Vozilo nosi dva takva spremnika s ukupno 12 raketa.
Osnovna 240 mm HE-FRAG raketa duga je 3,96 m i teži 307 kg. M270 može lansirati MGM-140A ATACMS (Army TACtical Missile System) taktički projektil. ATACMS ima domet od 150 km. M270 može ponijeti dva ATACMS projektila. Može se i napraviti kombinacija s jednim ATACMS projektilom i 6 običnih raketa.
M270 je temeljen na prilagođenomu M2 Bradley borbenom vozilu. Vozilo pokreće Cummins VTA-903T dizelski motor koji razvija 500 KS. Punjenje novim raketama traje 5-10 minuta, a punjenje obavlja posada uz pomoć krana. Dodatne rakete nosi M985 HEMTT kamion.

## Korisnici

### Postojeći korisnici
- SAD: primarni korisnik. Američka vojska ukupno koristi 991 raketni sustav.
- Egipat: egipatska vojska (48 raketnih sustava).
- Finska: finska vojska (21 raketni sustav dok je jedan izgorio). M270 u finskoj vojsci nosi oznaku 298 RsRakH 06 (fin. Raskas RaketinHeitin, hrv. Teški raketni lanser)
- Francuska: francuska vojska (44 raketnih sustava).
- Grčka: grčka vojska (36 raketnih sustava).
- Italija: talijanska vojska (22 raketna sustava).
- Izrael: izraelske obrambene snage (48 raketnih sustava). M270 u izraelskoj vojsci ima naziv Menatetz (heb. מנתץ).
- Japan: japanska vojska (99 raketnih sustava).
- Južna Koreja: južnokorejska vojska (58 raketnih sustava).
- Njemačka: njemačka vojska (252 raketna sustava). M270 u njemačkoj vojsci nosi oznaku MARS Mittleres Artillerie Raketen System.
- Turska: turska vojska (12 raketnih sustava).
- Ujedinjeno Kraljevstvo: Kraljevsko topništvo (42 raketna sustava).

### Bivši korisnici
- Nizozemska: u službi Kraljevske nizozemske vojske bilo je 22 raketna sustava koji su nakon povlaćenja iz službe prodani finskoj vojsci.
- Norveška: norveška vojska je nekada koristila 12 raketnih sustava.